# Émile Borel
Émile Borel (ur. 7 stycznia 1871 w Saint-Affrique, zm. 3 lutego 1956 w Paryżu) – francuski matematyk i polityk.
W swych pracach zajmował się głównie teorią gier, rachunkiem prawdopodobieństwa, analizą matematyczną i fizyką matematyczną. Wraz z Baire'm oraz Lebesgue'm był pionierem w zakresie teorii miary i jej zastosowaniu w teorii prawdopodobieństwa. 
Był członkiem francuskiej Akademii Nauk i wykładał na Uniwersytecie w Paryżu.

## Zaszczyty
W 1930 roku Uniwersytet Warszawski przyznał mu tytuł doktora honoris causa.